# Чемпионы (фильм, 1983)
«Чемпионы» (англ. Champions) — кинофильм производства Великобритании.

## Сюжет
Фильм основан на реальных событиях и рассказывает историю Боба Чемпиона, британского жокея. В конце 1970-х годов Бобу поставили диагноз рак. Но Боб Чемпион не поддался болезни, а продолжил готовиться к соревнованиям, которые он и выиграл в 1981 году на своей лошади Алданити, вновь подтвердив звание чемпиона.

## В ролях
- Джон Хёрт — Боб Чемпион
- Грегори Джонс — Питер
- Майк Диллон — Сноуи
- Жан Фрэнсис — Джо
- Энн Белл — Вальда Эмбрикос
- Питер Бэркворт — Ник Эмбрикос
- Эдвард Вудвард — Джош Гиффорд